# Euergetisme
Euergetisme er en term udmøntet af den franske historiker André Boulanger (1886–1958) i sammenhæng med redigeringen af Tertullians De Spectaculis (1933). Udtrykket har rod i græsk εὐεργετέω, euergetéo, "jeg gør gode ting": den praksis hos fremtrædende, rige borgere at fordele en del af deres velstand til samfundet (hoi polloi, "de mange", massen, pøblen, vulgus) snarere end til enkelte udvalgte som ved klientelisme.
Euergetisme havde især betydning i den hellenistiske verden og i den romerske kejsertid og blev en moralsk forpligtelse for rige borgere, især når de søgte høje stillinger som romersk konsul eller ædil. Gaverne kunne dreje sig om "brød og cirkus" (panem et circenses), om offentlige bygninger, bade, teatre og veje, som så kunne bære inskriptionen D.S.P.F. (De Sua Pecunia Fecit, "Gjort Med Hans Egne Penge") sammen med giverens navn. Det mistede efterhånden sin betydning i løbet af senantikken.